# Parrya longicarpa
Parrya longicarpa là một loài thực vật có hoa trong họ Cải. Loài này được Krasn. mô tả khoa học đầu tiên.